# Битва при Галлабате
Битва при Галлабате (также называемая битвой при Метемме) — сражение, произошедшее 9 — 10 марта 1889 года между суданскими махдистами и эфиопскими войсками. Это важнейшее событие в истории Эфиопии, потому что Нгуса Нагаст Йоханнес IV был убит в этой битве, а также потому, что это было последнее крупное сражение на эфиопском фронте Махдистской войны. Бои произошли на месте Галлабат (в современном Судане) и Метеммы (в современной Эфиопии), поэтому обычно используются оба названия, и любое из них можно считать правильным.

## Причины
Когда махдисты восстали против египтян, многие египетские гарнизоны оказались в изоляции в Судане. В результате британцы, принявшие на себя управление Египтом, заключили Адовский договор с императором Эфиопии Йоханнесом IV 3 июня 1884 года, согласно которому египетским гарнизонам было разрешено эвакуироваться в Массауа через территорию Эфиопии. После этого махдистский халиф Абдаллахи ибн Мухаммад посчитал эфиопов своими врагами и послал свои войска для нападения на них.
Города Галлабат и Метемма располагались на торговом пути от Нила до Гондара, старой имперской столицы; махдисты использовали эти общины в качестве базы для нападений на Эфиопию. Эти набеги привели к поражению махдистов от Рас Алулы 23 сентября 1885 года при Куфите .

### Предшествующие битвы
В январе 1887 года Негус Текле Хайманот (вассал императора Йоханнеса) разгромил махдистов в битве где-то между Гедарефом и Галлабатом . В качестве мести в следующем году махдисты под командованием Абу Анги двинулись в Эфиопию с армией численностью 81 000 человек. Их целью был исторический город Гондэр. Текле Хайманот противостоял им в Сар-Вехе (в Дембии) 18 января 1888 года, но потерпел поражение. Йозеф Орвальдер, ставший свидетелем битвы, заявил, что:

Силы Текле Хайманота сражались с «отвагой львов», защищая свою страну и религию от мусульманских захватчиков, но были разбиты многочисленной и лучше оснащенной армией махдистов.

В результате этой потери северо-западная Эфиопия стала открыта для махдистов, которые вошли в Гондэр с целью её разграбления. Многие церкви были сожжены и разграблены, священники были сброшены с крыш и убиты, многие люди были убиты, а сотни женщин и детей были обращены в рабство.
Несмотря на этот ущерб, нанесенный исторической столице, император Йоханнес воздержался от контратаки из-за своих подозрений в отношении Менелика II, тогдашнего правителя Шоа . Он хотел провести кампанию против Менелика, но духовенство и его старшие офицеры настаивали на том, чтобы он сначала справился с угрозой махдистов. Абиссинцы под командованием Рас Гобана Дачче действительно победили махдистов в битве при Гуте Дили в провинции Уоллега 14 октября 1888 года. После этой победы Император принял совет своего народа и, по словам Алаки Ламлама, заключил: «Если я вернусь, я смогу сразиться с Шевой позже, когда вернусь. И если я умру в Метемме от рук язычников, я пойду в небеса.»

## Ход сражения
В конце января 1889 года Йоханнес собрал в Дембии огромную армию из 130 000 пехоты и 20 000 кавалерии. Суданцы собрали 85-тысячную армию и укрепились в Галлабате, окружив город огромной зарибой.
8 марта 1889 года эфиопская армия подошла к Галлабату, и на следующий день началась сильная атака. Флангами командовали: рас Хайле Марьям Гугса на левом фланге и рас Менгеша на правом фланге. Эфиопам удалось поджечь зарибу ранее установленную вокруг города, и сосредоточив атаку на одной части обороны, удалось прорваться через позиции махдистов в город. Защитники понесли большие потери и уже были готовы окончательно сдавать позиции, когда бой неожиданно повернулся в их пользу.
Император Йоханнес, который вел свою армию с фронта, не обращал внимания на одно пулевое ранение в руку, но второе, застрявшее в груди, смертельно ранило его. Его отнесли обратно в палатку, где он умер той ночью; Перед смертью Йоханнес приказал своим дворянам признать его естественного сына Раса Менгешу своим преемником. Эфиопы, деморализованные смертью своего правителя, начали терять, оставляя поле боя — и победу — махдистам.
По словам Дэвида Л. Льюиса, махдисты не знали о смерти Императора до тех пор, пока «запах от быстро разлагающегося императорского трупа не насторожил шпиона, и почти побитые суданцы не вырвались из своей зарибы, чтобы разогнать унылых эфиопов, как скворцов». 12 марта силы командующего махдистов Зеки Туммала настигли Рассеса Мангашу и Алулу и их оставшихся последователей возле реки Атбара, которые сопровождали тело Императора в безопасное место. Махдисты нанесли эфиопам тяжелые потери и захватили тело мертвого императора, которому отрезали голову и отправили обратно в Омдурман в качестве трофея.

## Последствия
Смерть императора вызвала период политических потрясений в Эфиопии. Йоханнес на смертном одре назвал своего сына Раса Менгешу своим наследником и умолял Раса Алулу и других своих дворян поддержать его. Однако в Тыграе царило смятение, разразился голод, вожди дрались между собой. Хотя Алула убеждал Менгешу объявить себя императором, Менгеша отказался, понимая, что без однозначной поддержки всего Тыграя никто не воспримет его заявку на трон всерьез. В течение нескольких недель Менелик II был признан новым императором, тем самым закрепив господство Шоа над Эфиопией.
После восшествия Менелика на престол набеги махдистов продолжались в Эфиопии, достигая Дембии, однако Менелик стремился к дружеским отношениям с махдистами. Когда Менелик денонсировал Учалский договор в 1893 году, халиф Абдаллахи ибн Мухаммад отправил эмиссара в Эфиопию. Накануне Первой итало-эфиопской войны Менелик направил халифу письмо, в котором говорилось:

Когда вы воевали с императором Йоханнесом, я тоже сражался против него, между нами никогда не было войны. Теперь мы столкнулись с врагом, более страшным, чем когда-либо. Враг пришел, чтобы поработить нас обоих. Мы с тобой одного цвета. Поэтому мы должны сотрудничать, чтобы избавиться от нашего общего врага.
Из-за растущего давления колониальных держав халиф был восприимчив к дружественной инициативе Менелика и отправил небольшие рейдовые группы в итальянскую Эритрею, но они были легко отбиты. После того, как поражение махдистов казалось неизбежным, Менелик объявил махдистов врагами империи и отправил экспедицию с целью захватить золотодобывающий регион Бани Шангул, включив его в состав Эфиопии к 1897 году.